# Michael Barry
Michael Barry (Toronto, 18 de desembre de 1975) és un ciclista canadenc, professional des del 1999 fins al 2012.
Barry ha destacat com a gregari, especialment de Lance Armstrong i Paolo Savoldelli. Ha participat 3 cops als Jocs Olímpics, i cal esmentar el 8è lloc a la prova en ruta de l'any 2008.
Va ser un dels 11 ex companys d'Armstrong al US Postal que va van testificar davant la USADA en el cas contra el ciclista texà. Danielson va admetre haver-se dopat per millorar el rendiment, i així va ser suspès 6 mesos a partir del del 10 de setembre de 2012 i se li van anul·lar els resultados obtinguts des del 13 de maig de 2003 fins al 31 de juliol de 2006.
Està casat amb la també ciclista Dede Barry.

## Palmarès
- 2008
  - Vencedor d'una etapa del Tour de Missouri

### Resultats al Tour de França
- 2010. 99è de la classificació general

### Resultats a la Volta a Espanya
- 2004. No surt (18a etapa)
- 2005. 56è de la classificació general
- 2006. 77è de la classificació general

### Resultats al Giro d'Itàlia
- 2005. 101è de la classificació general
- 2009. 127è de la classificació general
- 2010. 44è de la classificació general
- 2011. 54è de la classificació general